# Chlorotettix polymaculatus
Chlorotettix polymaculatus är en insektsart som beskrevs av Cheng 1980. Chlorotettix polymaculatus ingår i släktet Chlorotettix och familjen dvärgstritar. Inga underarter finns listade i Catalogue of Life.